# Portia fimbriata
Espèce
Synonymes
- Salticus fimbriatus Doleschall, 1859
- Linus alticeps Pocock, 1899
- Boethoportia ocellata Hogg, 1915

Portia fimbriata est une espèce d'araignées aranéomorphes de la famille des Salticidae.

## Distribution
Cette espèce se rencontre au Népal, en Inde, au Sri Lanka, à Taïwan, en Chine, au Japon, à Singapour, en Indonésie, en Papouasie-Nouvelle-Guinée, aux Salomon et en Australie,,.

## Description

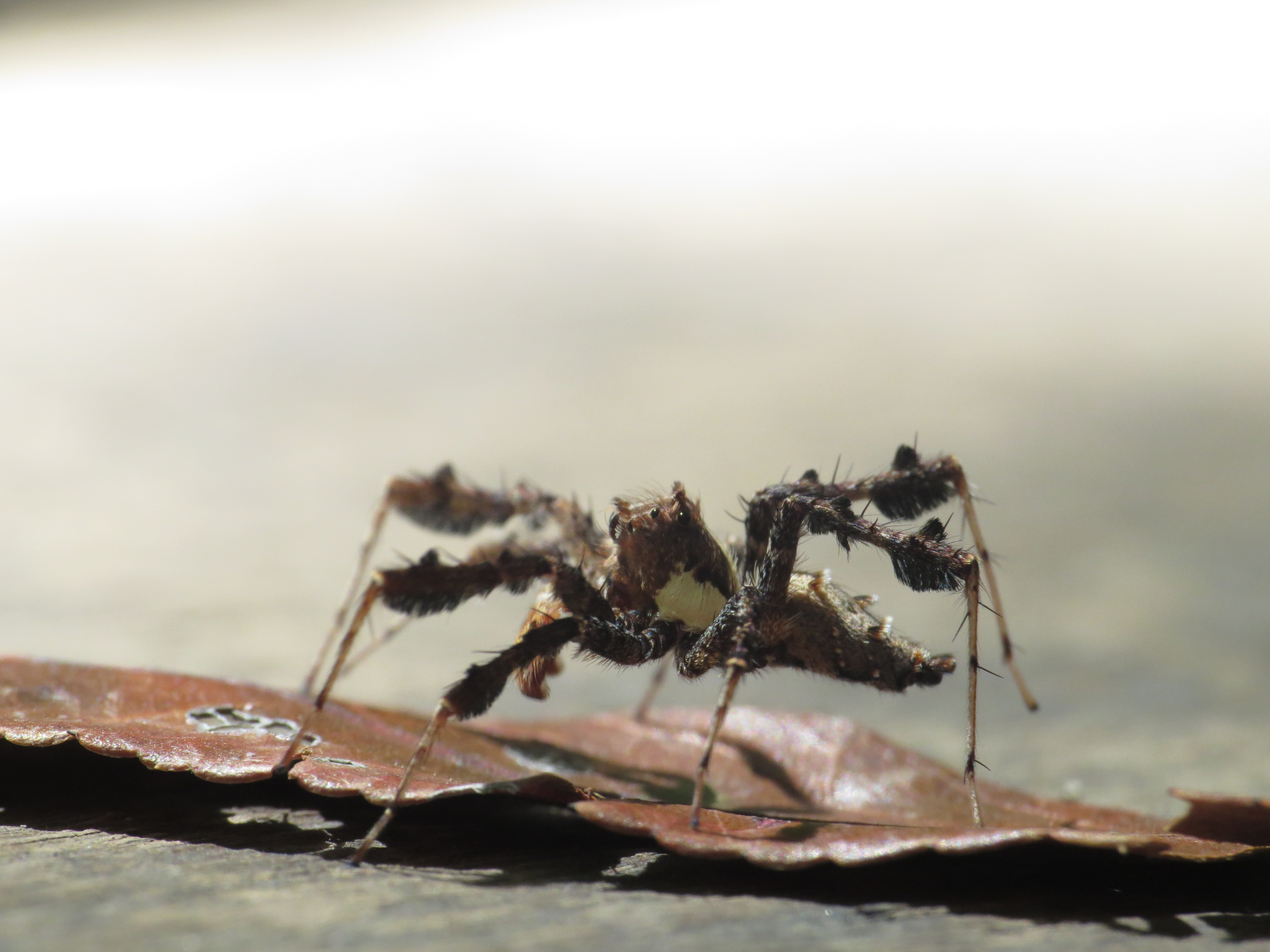
Portia fimbriata

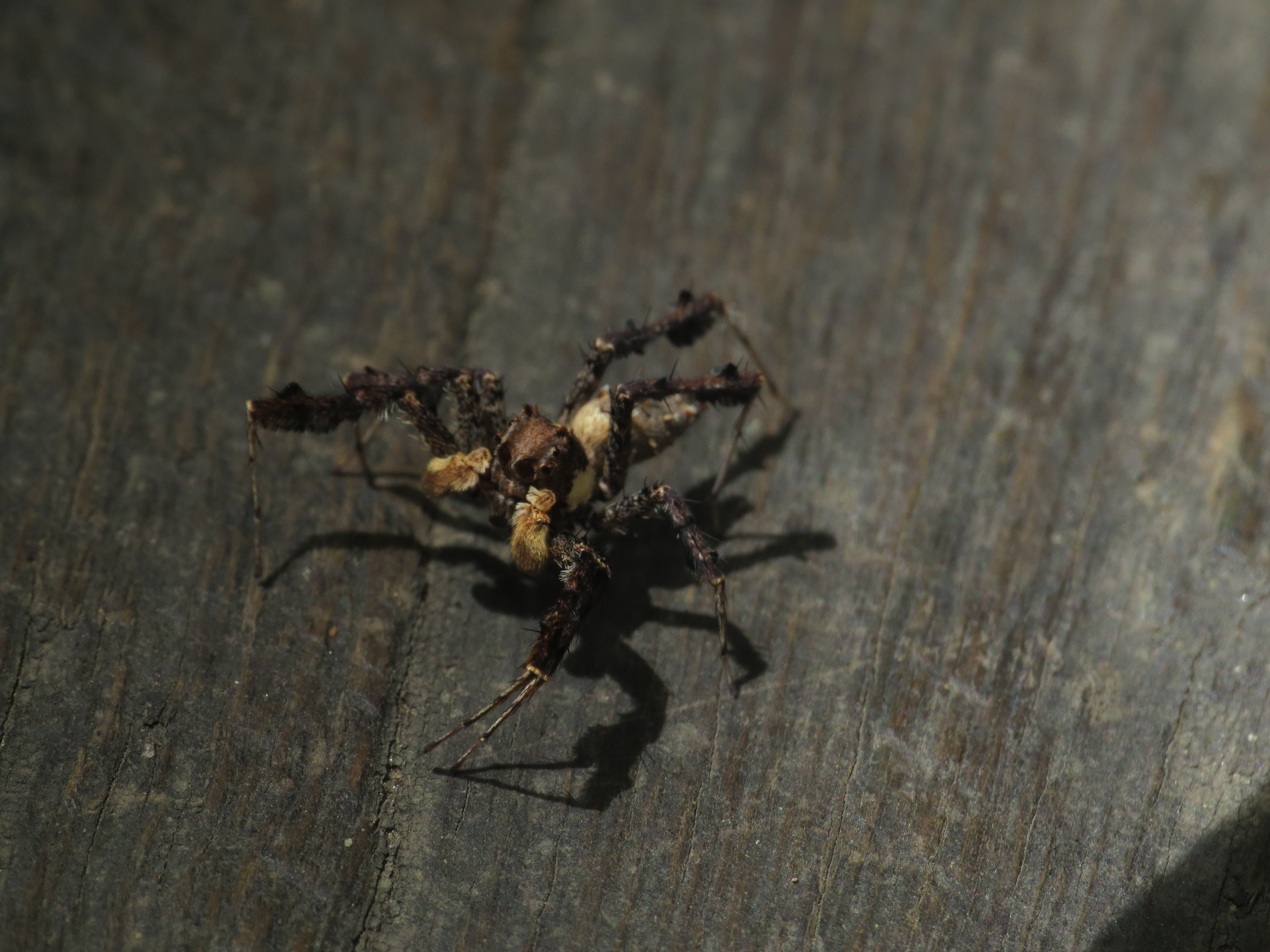
Portia fimbriata

Le mâle décrit par Wanless en 1978 mesure 6,4 mm et la femelle 10,5 mm

## Publication originale
- Doleschall, 1859 : Tweede Bijdrage tot de Kenntis der Arachniden van den Indischen Archipel. Acta Societatis Scientiarum Indo-Neerlandicae, vol. 5, p. 1-60 (texte intégral).